# Запорізький автомобільний ремонтний завод
Запорізький автомобільний ремонтний завод — підприємство військово-промислового комплексу України, яке здійснює ремонт і переобладнання автомобільної та спеціальної техніки для потреб Міністерства оборони України.

## Історія
Після проголошення незалежності України, 402-й автомобільний ремонтний завод Міністерства оборони СРСР був переданий у відання Міністерства оборони України і отримав нове найменування: «Запорізький автомобільний ремонтний завод» (в / ч А-0652).
4 травня 2006 року уряд України ухвалив рішення про приватизацію заводу, відповідно до якого 19 травня 2006 року Фонд державного майна України ухвалив рішення про проведення передприватизаційної підготовки заводу (проте надалі рішення про приватизацію заводу було відкладено).
У 2007 році постановою господарського суду Запорізької області задоволено клопотання комітету кредиторів та введена процедура санації ЗАРЗ, керуючим санацією призначений директор підприємства В. В. Подбірьозкін.
Станом на початок 2008 року, завод мав можливість:
- виробляти запчастини до двигунів ЗМЗ-66, ГАЗ-53, УМЗ-451, ГАЗ-24, стенди для ремонту і випробування двигунів і вузлів автомашин, інструмент, паркогаражне обладнання[3];
- модернізувати рухливі автомобільні ремонтні майстерні МТ-АТ, ПАРМ-1М, ПАРМ-3М[3];
- виконувати капітальний ремонт автомашин ЗІЛ-130, ЗІЛ-131, ЗІЛ-ММЗ-555, ЗІЛ-4502, ЗІЛ-45201, двигунів ЗМЗ-66, УМЗ-451, ГАЗ-24, ГАЗ-66, АЗЛК, ВАЗ, карбюраторів, рухомих засобів ремонту автомобільної техніки[3];
- надавати послуги військово-технічного призначення: навчати технологіям ремонту автомобільних двигунів ГАЗ, ЗМЗ, УМЗ, відряджати бригади фахівців з ремонту двигунів ГАЗ, ЗМЗ, УМЗ[3].

Після створення в грудні 2010 року державного концерну «Укроборонпром» завод був включений до його складу.
Навесні 2011 року прокуратура Запорізької області порушила кримінальну справу стосовно керівника комісії по здійсненню санації заводу М. Дрозденко, який у змові з групою із 7 спільників здійснив рейдерське захоплення заводу і надалі, протягом 2005–2010 рр., здійснював розкрадання майна підприємства.
Результати аудиту в 2011 році контрольно-ревізійного управління показали занепад ЗАРЗ через неефективне управління.
5 жовтня 2011 року завод передав у комунальну власність відомчий гуртожиток.
В червні 2019 року Фонд державного майна України включив до переліку малої приватизації 9 підприємств «Укроборонпрому», серед яких і це підприємство.